# Kyūichirō Washizu
Kyūichirō Washizu (japanisch 鷲津 久一郎 Washizu Kyūichirō; * 12. März 1921 in Owari-Ichinomiya, Präfektur Aichi, Japan; † 25. November 1981 in Tokio) war ein japanischer Flugzeugingenieur.

## Leben
Washizu besuchte die dritte staatliche Schule in Kyoto und studierte 1940 bis 1942 Ingenieurwesen an der Universität Tokio. Danach war er Dozent in der Abteilung Flugzeugtechnik und 1947 bis 1958 Assistenzprofessor. 1953 bis 1955 war er zum Aufbaustudium am Massachusetts Institute of Technology (MIT) und wurde 1957 an der Universität Tokio promoviert (Dissertation: Näherungslösungen in der Elastomechanik (japanisch)). 1958 bis zur Emeritierung 1981 war er Professor für Flugzeugbau an der Universität Tokio. Danach hatte er dort eine Ehrenprofessur und kurz vor seinem Tod eine Professur an der Universität Osaka.
Er befasste sich mit Methoden der Variationsrechnung in den Grundlagen der Baustatik, Plastizitäts- und Elastizitätstheorie, was großen Einfluss in der Theorie der Finiten Elemente in der Statik hatte. Das von ihm entwickelte verallgemeinerte Variationsprinzip wird nach ihm und Hu Haichang benannt.
1960 war er Gastwissenschaftler am MIT und er war 1962 Gastprofessor an der University of Washington und 1979 am Georgia Institute of Technology.
1979/80 war er Präsident des japanischen Instituts für Luftfahrtforschung.

## Schriften
- Bounds for solutions for boundary value problems in elasticity, Journal of Mathematics and Physics, Band 32, 1953, S. 119–128
- Boundary value problems in elasticity, Aeroelastic and Structures Research Laboratory, MIT, Technical Report 25, 18. März 1953
- Variational methods in elasticity and plasticity, Oxford: Pergamon Press 1968